# Empis belousovi
Empis belousovi är en tvåvingeart som beskrevs av Igor Shamshev 1998. Empis belousovi ingår i släktet Empis och familjen dansflugor. Inga underarter finns listade i Catalogue of Life.